# Washi

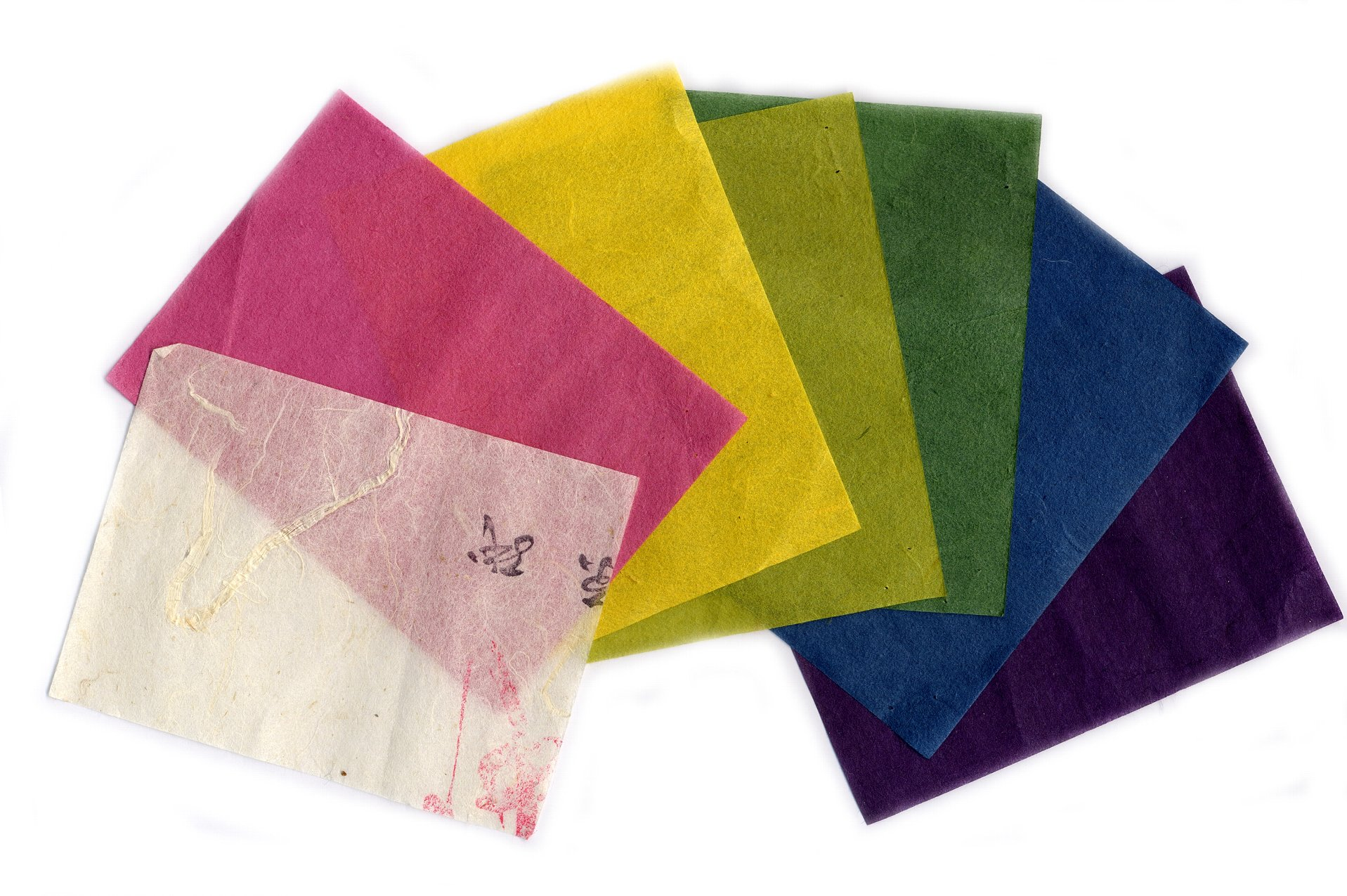
El Sugiharagami (杉原紙, Sugiharagami), un tipus de washi

El washi (和紙), també dit wagami o paper Japó, és un tipus de paper produït al Japó. El washi pot ser produït de fibres provinents de les següents plantes:
- Ganpi (雁皮, ganpi) (D. sikokiana).
- Mayumi (檀, Mayumi) (Euonymus sieboldianus).
- Kōji (檀, Kōji) (Broussonetia kazinoki × papyrifera).
- Bambú
- Cànnabis
- Arròs
- Blat

El washi és generalment més resistent que el paper produït de polpa de fusta i sol tenir una llarga vida útil. És usat en diverses arts tradicionals com són l'origami, el shodo i l'ukiyo-e. El washi també va ser usat per a fer diversos productes de la vida diària com són roba, llums i joguets.

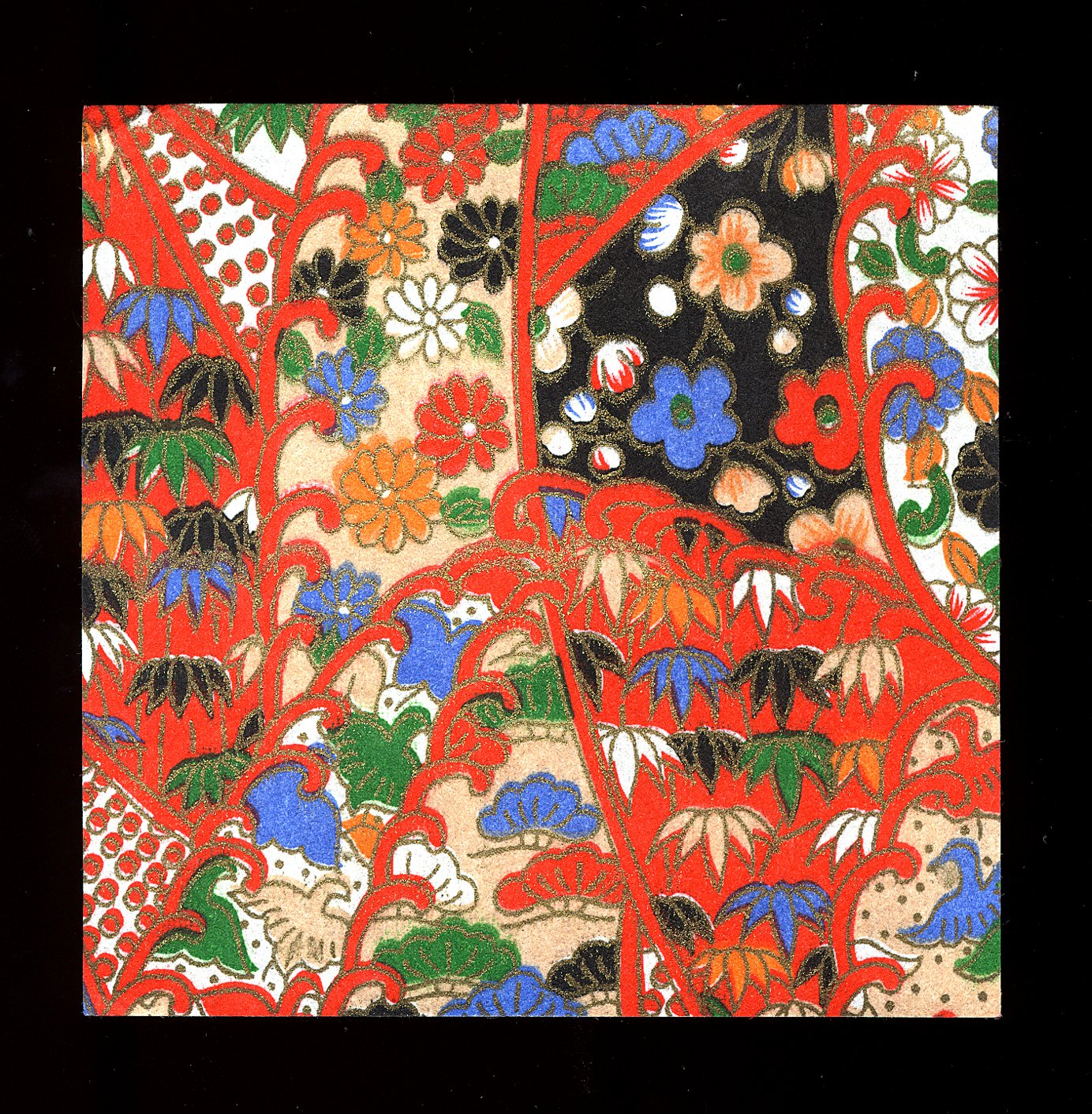
Chiyogami (千代紙, chiyogami)